# ОШ „Десанка Максимовић” Нови Пазар
Основна школа „Десанка Максимовић” је основна школа која се налази на адреси Цетињкска 10 у Новом Пазару. Основана је 20. октобра 1961.

## Историја
Школа је основана 1961. године, похађа је око 1100 ученика, а од 1993. године носи име по Десанки Максимовић, српској песникињи, професорки књижевности и академику Српске академије наука и уметности.
Камен темељац за школу постављен је 1959. године, а отпочела је са радом 20. октобра 1961. године, када је имала 1412 ученика распоређених у 36 одељења, са којима је радило 26 учитеља, три наставника и један професор. Први ученици и наставници издвојени су из школа „Рифат Бурџовић Тршо” и Стефан Немања. Од нове школе касније су формиране ОШ „Братство”, ОШ „Вук Караџић” и ОШ „Авдо Међедовић”.
Школа је до септембра 1993. године носила име по Станци Радововић Цани, након чега добија име по песникињи Десанки Максимовић. Реновирање школе извршено је током 2022. и 2023. године.